# Bai Ling
Bai Ling (trad. chiń.: 白靈; upr. chiń.: 白灵; pinyin: Bái Líng; ur. 10 października 1966 w Chengdu) – amerykańska aktorka chińskiego pochodzenia. Córka muzyka Bai Yuxianga (白玉祥), oraz aktorki i tancerki Chen Binbin (陳彬彬).

## Życiorys
Jako czternastolatka wstąpiła do grupy muzycznej działającej przy Chińskiej Armii Ludowo-Wyzwoleńczej. Przez trzy lata, wraz z innymi młodymi artystami, występowała dla chińskich żołnierzy stacjonujących w Tybecie. Następnie grała w jednym z pekińskich teatrów.
W 1991 roku wyemigrowała do Stanów Zjednoczonych, gdzie rozpoczęła swoją hollywoodzką karierę. Pierwszym anglojęzycznym filmem, w którym wystąpiła, był horror Kruk (1994) z Brandonem Lee obsadzonym w roli głównej. W roku 1997 towarzyszyła Richardowi Gere’owi na planie filmu Fatalna namiętność, w którym wcieliła się w postać adwokat Shen Yuelin. Wówczas otrzymała nagrodę Złotego Jabłka w kategorii żeńskie odkrycie roku. Dwa lata później miał miejsce swoisty przełom w karierze artystki – wystąpiła ona bowiem w jednej ze swoich najbardziej, jak dotąd, rozpoznawalnych ról: jako Mai Lee East, damski bodyguard, zagrała w komedii Bardzo dziki zachód (1999). Na ekranie partnerowała sławom takiego formatu jak Will Smith, Salma Hayek i Kevin Kline. Jest znana także z występów w filmach: Anna i król (1999), Generacja DNA (2007), Ona mnie nienawidzi (2004), Taxi 3 (2003), Sky Kapitan i świat jutra (2004), Gaau ji (2004) (za który uhonorowano ją m.in. nagrodą Hong Kong Film Award), Sam gang yi (2004), Adrenalina 2. Pod napięciem (2009).
W czerwcu 2005 roku została pierwszą Chinką, która pojawiła się na okładce magazynu Playboy.
Spotykała się z muzykiem i aktorem Chrisem Isaakiem. Jest biseksualistką.

## Filmografia
- 1994: Kruk jako Myca
- 1995: Nixon jako Chińska tłumaczka
- 1995: Dead Weekend jako Amelia A.
- 1997: Fatalna namiętność jako Shen Yuelin
- 1998: Somewhere in the City jako Lu Lu
- 1999: Row Your Boat jako Chun Hua
- 1999: Anna i król jako Tuptim
- 1999: Bardzo dziki zachód jako pani East
- 2001: The Lost Empire jako Kwan Ying
- 2001: The Breed jako Lucy Westenra
- 2002: Na przekór (Face) jako Kim
- 2002: Point of Origin jako Wanda Orr
- 2002: Wirtualny grom (Storm Watch) jako Skylar
- 2003: Taxi 3 jako Qiu
- 2003: Tajemnice Las Vegas (Paris) jako Linda/Shen Li
- 2003: The Extreme Team jako RJ
- 2004: Jiao zi jako Ciotka Mei
- 2004: Saam gaang yi jako Mei
- 2004: Sky Kapitan i świat jutra jako Tajemnicza kobieta
- 2004: Ona mnie nienawidzi jako Oni
- 2004: Kraina szczęścia (The Beautiful Country) jako Ling
- 2004: Ojciec mojego dziecka (My Baby's Daddy) jako XiXi
- 2005: Królowie Dogtown jako fotograf
- 2005: Edmond jako dziewczyna
- 2005: Gwiezdne wojny: część III – Zemsta Sithów jako senator Bana Breemu (sceny usunięte)
- 2006: Southland Tales jako Serpentine
- 2006: Człowiek z miasta jako Barbi Ling
- 2007: Shanghai Baby jako Coco
- 2007: The Gene Generation jako Michelle
- 2007: Living & Dying jako Nadia
- 2008: Dim Sum Funeral jako Dede
- 2008: The Hustle jako Han
- 2008: A Beautiful Life jako Esther
- 2009: Magic Man jako Samantha
- 2009: Adrenalina 2. Pod napięciem jako Ria
- 2009: Chain Letter jako Jai Pham
- 2010: The Bad Penny jako Nok
- 2010: Petty Cash jako Coco
- 2010: Pao mai chun tian jako Qian Zhang
- 2010: Na dnie piekła (Locked Down) jako strażniczka Flores
- 2010: Krwawe wyzwanie (Circle of Pain) jako Victoria Rualan
- 2010: The Confidant jako Black
- 2010: The Lazarus Papers jako Kyo
- 2010: Ranczo miłości (Love Ranch) jako Samantha
- 2012: Konflikt imperiów (Clash of the Empires) jako Laylan
- 2012: Yellow Hill: The Stranger's Tale jako nieznajoma
- 2012: 62 Pickup jako Suzy Wong
- 2013: Coachella Massacre jako Jade
- 2013: Igrzyska zabójców (The Gauntlet) jako Kim Lee
- 2013: American Girls jako Amanda Chen
- 2013: Marlboro Man jako Sandy
- 2013: Speed Dragon jako Jackie
- 2014: The Key jako Ida
- 2014: Vultures in the Void jako Deadspeed
- 2014: Terms & Conditions jako Ochroniarka
- 2014: Finding Julia jako ZiZi
- 2014: Blood Shed jako Lucy
- 2015: ABCs of Superheroes jako Galvana
- 2015: Boned jako Domina
- 2015: Samurai Cop 2: Deadly Vengeance jako Doggé
- 2015: Sześć dróg do śmierci (6 Ways to Die) jako June Lee
- 2015: Call Me King jako Li Soo
- 2016: Party Pieces jako Lydia